# Макарово (Перемышльский район)
Макарово — село в Перемышльском районе Калужской области России. Является административным центром муниципального образования «Сельское поселение Село Макарово».

## География
Расположено на границе Перемышльского и Ферзиковского районов, на трассе Р132 «Золотое кольцо». Через село протекает река Передут.

## История
Село получило название по фамилии помещика, ранее владевшего им. Поселение было основано на большаке, связывающем Калугу и Тулу. Первым появился постоялый двор, который служил для обмена лошадей для перевозки почты, который состоял из трёх кирпичных домов. Два из них сохранились до настоящего времени.
В 1939 году близ Макарово был построен военный аэродром. Взлётно-посадочная полоса была вымощена в том числе из кирпича разрушенной местной церкви. В настоящее время заброшен.
Весной 1960 года на базе трёх колхозов был образован совхоз «Макаровский». С 2005 по 2012 гг. в селе действовало сельхозпредприятие «Гулёво», на котором производился кумыс.
В конце 2013 года село Макарово было газифицировано.

## Население
| 2002 | 2010 |
| ---- | ---- |
| 384  | ↘357 |

## Инфраструктура
Макаровская средняя общеобразовательная школа

## Достопримечательности
- Новый православный храм в честь Успения Пресвятой Богородицы[5]. Строится с 2011 года на месте разрушенной в 1938 году церкви[2].
- Мемориал в честь воинов, погибших в годы ВОВ.